# Saint-Michel-sur-Orge
Saint-Michel-sur-Orge – miejscowość i gmina we Francji, w regionie Île-de-France, w departamencie Essonne.
Według danych na rok 1990 gminę zamieszkiwało 20 771 osób, a gęstość zaludnienia wynosiła 3926 osób/km² (wśród 1287 gmin regionu Île-de-France Saint-Michel-sur-Orge plasuje się na 138. miejscu pod względem liczby ludności, natomiast pod względem powierzchni na miejscu 655.).